# Tổng công ty Thuốc lá Việt Nam
Tổng công ty Thuốc lá Việt Nam (Vinataba) là một doanh nghiệp nhà nước của Việt Nam, được thành lập từ năm 1985, hoạt động theo mô hình công ty mẹ-con từ 1 tháng 1 năm 2006.
Đây là một doanh nghiệp kinh doanh đa ngành, song sản xuất và buôn bán thuốc lá là ngành kinh doanh chủ yếu; các ngành kinh doanh khác là chế biến thực phẩm (bánh kẹo, nước tinh khiết, rượu, trà), tài chính-ngân hàng.
Vinataba có 10 công ty con (100% vốn của Vinataba). Tổng công ty còn là cổ đông chi phối của 7 doanh nghiệp khác trong đó có 4 công ty cổ phần, 1 công ty trách nhiệm hữu hạn và 2 công ty liên doanh có vốn nước ngoài. Đáng chú ý là có hai công ty trong số 7 doanh nghiệp này thuộc ngành chế biến bánh, kẹo. Tổng công ty cũng còn là cổ đông của 4 doanh nghiệp khác, trong đó có 1 doanh nghiệp trong ngành chế tạo bao bì (thùng cát tông, giấy nhôm), 1 doanh nghiệp thuộc ngành bảo hiểm và 1 doanh nghiệp thuộc ngành ngân hàng.
Sau đây là danh sách các đơn vị thành viên.

## Công ty con
1. Công ty TNHH 1 thành viên Thuốc lá Sài Gòn
2. Công ty Thuốc lá Thăng Long
3. Công ty Thuốc lá Bắc Sơn
4. Công ty Thuốc lá Thanh Hóa
5. Công ty Thuốc lá Long An
6. Công ty Thuốc lá Cửu Long
7. Công ty Thuốc lá Đồng Tháp
8. Công ty Thuốc lá An Giang
9. Công ty Thuốc lá Bến Tre
10. Công ty TNHH MTV Viện Thuốc Lá

## Công ty có phần vốn chi phối của Vinataba
1. Công ty Thuốc lá Đà Nẵng
2. Công ty Cổ phần Cát Lợi
3. Công ty Cổ phần Hòa Việt
4. Công ty Cổ phần Ngân Sơn
5. Công ty Cổ phần Bánh kẹo Hải Hà
6. Công ty Liên doanh Hải Hà - Kotobuki
7. Công ty Liên doanh Thuốc lá Vinasa

## Đơn vị hạch toán phụ thuộc
1. Công ty Thương mại thuốc lá
2. Công ty xuất nhập khẩu thuốc lá

## Các công ty có vốn hùn của Vinataba
1. Công ty Liên doanh BAT - Vinataba
2. Công ty Liên doanh Vina Toyo
3. Tổng công ty Bảo Minh
4. Ngân hàng Cổ phần Eximbank